# Сафаргалиев, Магамет Гарифович
Магоме́т Гари́фович Сафаргали́ев (тат. Mөxəmmətcan Ğarifulla uğlı Səfərğaliev, Мөхәммәтҗан Гарифулла улы Сәфәргалиев; 2 января 1906, с. Мукмин-Каратай Бугульминского у-да Самарской губ. — 31 декабря 1970, Саранск) — учёный-востоковед, монголовед, историк, доктор исторических наук (1963), профессор (1964). В 1939—1966 годах работал в Саранском педагогическом институте, с 1964 года — заведующий кафедрой истории СССР.

## Биография
Родился и воспитывался в семье Гарифуллы Шарифуллина в деревне Малый Каратай Кузайкинской волости Бугульминского уезда Самарской губернии (ныне село Мукмин Каратай Лениногорского района Республики Татарстан). Начальное образование получил, по всей видимости, в медресе села Зай-Каратай. Во время гражданской войны он лишился родителей и в 1922 году был помещен в интернат, но вскоре сбежал оттуда. Год спустя Сафаргалиев снова попал в интернат, где в 1924 году вступил в комсомол. Учился в Татарском институте просвещения в Ташкенте. В 1929 году продолжил обучение в Среднеазиатском государственном университете.
Самостоятельно изучил узбекский, казахский, туркменский, таджикский, персидский и арабский языки.
В 1935 году поступил в аспирантуру истфака Московского государственного университета, где занимался под руководством С. В. Бахрушина. В 1939 году защитил кандидатскую диссертацию на тему «Ногайская Орда в середине XVI века».
С 1939 работал в Мордовском государственном педагогическом институте им. А. Полежаева (на базе которого будет открыт МГУ им. Н. П. Огарева) старшим преподавателем, доцентом, зав. кафедрой.
В 1941—1944 — декан исторического факультета,
1945—1969 — зав. кафедрой истории СССР.
В 1964 году историку было присвоено ученое звание профессора.
Автор науч. трудов по древней и средневековой истории народов Поволжья. В сфере научных интересов политическая и социально-экономическая история мордовского народа и края 13-17 веках. В монографии «Распад Золотой Орды» (Саранск, 1960) исследовал становление и распад Золотой Орды, образование татарских ханств, историю Болгарской земли 13 — 15 веков, поддержал теорию болгарского происхождения чувашей. При осмыслении истории мордовского края большое внимание Сафаргалиев уделил проблеме присоединения мордвы к Русскому централизованному государству.
В МГУ им. Н. П. Огарева с 1996 года проводятся Сафаргалиевские научные чтения на базе Историко-социологического института Мордовского университета.
Внук: Юрий Сафаргалиев.

## Труды
- Сафаргалиев, М. Г. Ногайская Орда во второй половине XVI века // Сб-к науч. работ Мордов. гос. пединститута. — Саранск, 1949.
- Сафаргалиев, М. Г. Заметки об Астраханском ханстве // Мордовский государственный педагогический институт им. Полежаева. Сборник статей преподавателей института. — Саранск, 1952
- Сафаргалиев М. Г. Распад Золотой Орды. — Саранск: Мордов. кн. изд-во, 1960. — 279 с. — 1,500 экз.
- Сафаргалиев, М. Г. К истории татарского населения Мордовской АССР (о мишарях) // Труды Мордовского НИИЯЛИ. Вып. 24. — Саранск, 1963. — С. 64—79.
- Сафаргалиев М.Г. Распад Золотой Орды // На стыке континентов и цивилизаций (из опыта образования и распада империй X–XVI вв.). М., 1996.

## Награды
- 1946 г. — медаль «За доблестный труд в Великой Отечественной войне 1941—1945 гг.»;
- 1953 г. — орден «Знак Почёта»[4].
- Почетная грамота Президиума Верховного Совета МАССР